# Лумбарда (топ)
Лумбарда (итал. lombarda) или лубарда је старински топ, или велика шупља гвоздена кугла, напуњена оловом и барутом, која се избацује из топа. Реч лумбарда вероватно потиче од италијанске области Ломбардија, одакле су у периоду ренесансе први топови стигли у јужнословенске крајеве на Балкану. Термин се све до средине 19. века задржао у Црној Гори и Хрватској.

## Дефиниција
У Вуковом Српском рјечнику из 1852 (страна 334) лубарда се дефинише двојако:
- као назив за бомбу која се испаљује из топа. Као синоним наводи се турцизам кумбара: И кумбаре, чим градове прима, И лубарде, чим градове пали.[5]
- као синоним за топ, претежно у Црној Гори: Несретнога лубарда бије.[2]

## Наслеђе

### Топоними и презимена
Нека презимена и топоними на Балкану су понијели име по овом оружју, углавном у граничарским подручјима и међу ратничким племенима. Од презимена, то су: Лубурић, Лубарда, Ломбардић (нпр.Вјекослав Лубурић, Петар Лубарда)... Неки од назива мјеста су Лубарда, Лумбарда, Лубарска (родно село хрватске предсједнице Колинде Грабар-Китаровић, то је вјековни граничарски крај).
Улога овог топа је поред обрамбено-нападачке функције, била и упозоравање на ратну опасност са непријатељске територије.

### У поезији
У епској песми Бој на Делиграду, спомиње се како је Ибрахим паша Бушатлија од Скадра користио лубарде током битке на Делиграду:
И понесе топе кавалије,
И повезе топе баљемезе,
И кумбаре, чим градове прима,
И лубарде, чим градове пали.
У Горском вијенцу, турски опсадни топ назива се лубардом:
Када Шенђер на Котор удара,
ста град бити топом буковијем.
Поп Шћепан се тад у Котор нагна.
Годи једном топом са Котора,
Шенђерову погоди лубарду,
у грло јој зрном угодио-
сломи му је у триста коматах.